# Tahitische Fußballnationalmannschaft (U-20-Männer)
Die tahitische U-20-Fußballnationalmannschaft ist eine Auswahlmannschaft tahitischer Fußballspieler. Sie unterliegt der Fédération Tahitienne de Football und repräsentiert sie international auf U-20-Ebene, etwa in Freundschaftsspielen gegen die Auswahlmannschaften anderer nationaler Verbände oder bei U-20-Ozeanienmeisterschaften und U-20-Weltmeisterschaften.
2009 nahm die Mannschaft in Ägypten zum bislang einzigen Mal an einer U-20-WM teil und schied bereits in der Gruppenphase aus.
1974 und 2008 wurde sie Ozeanienmeister.

## Teilnahme an U-20-Weltmeisterschaften
| 1977 | nicht teilgenommen |
| 1979 | nicht teilgenommen |
| 1981 | nicht qualifiziert |
| 1983 | nicht teilgenommen |
| 1985 | nicht teilgenommen |
| 1987 | nicht teilgenommen |
| 1989 | nicht teilgenommen |
| 1991 | nicht qualifiziert |
| 1993 | nicht qualifiziert |
| 1995 | nicht qualifiziert |
| 1997 | nicht qualifiziert |
| 1999 | nicht teilgenommen |
| 2001 | nicht qualifiziert |
| 2003 | nicht teilgenommen |
| 2005 | nicht teilgenommen |
| 2007 | nicht qualifiziert |
| 2009 | Vorrunde           |
| 2011 | nicht qualifiziert |
| 2013 | nicht qualifiziert |
| 2015 | nicht qualifiziert |
| 2017 | nicht qualifiziert |
| 2019 | Vorrunde           |

## Teilnahme an U-20-Ozeanienmeisterschaften
(2014: U-19-Ozeanienmeisterschaft)
| 1974   | Sieger             |
| 1978   | nicht teilgenommen |
| 1980   | Vorrunde           |
| 1982   | nicht teilgenommen |
| 1985   | nicht teilgenommen |
| 1986   | nicht teilgenommen |
| 1988   | nicht teilgenommen |
| 1990   | 4. Platz           |
| 1992   | 2. Platz           |
| 1994   | Vorrunde           |
| 1997   | 4. Platz           |
| 1998   | Vorrunde           |
| & 2001 | nicht teilgenommen |
| & 2002 | nicht teilgenommen |
| 2005   | nicht teilgenommen |
| 2007   | 5. Platz           |
| 2008   | Sieger             |
| 2011   | nicht teilgenommen |
| 2013   | nicht teilgenommen |
| 2014   | nicht teilgenommen |